# إدارة الثروات

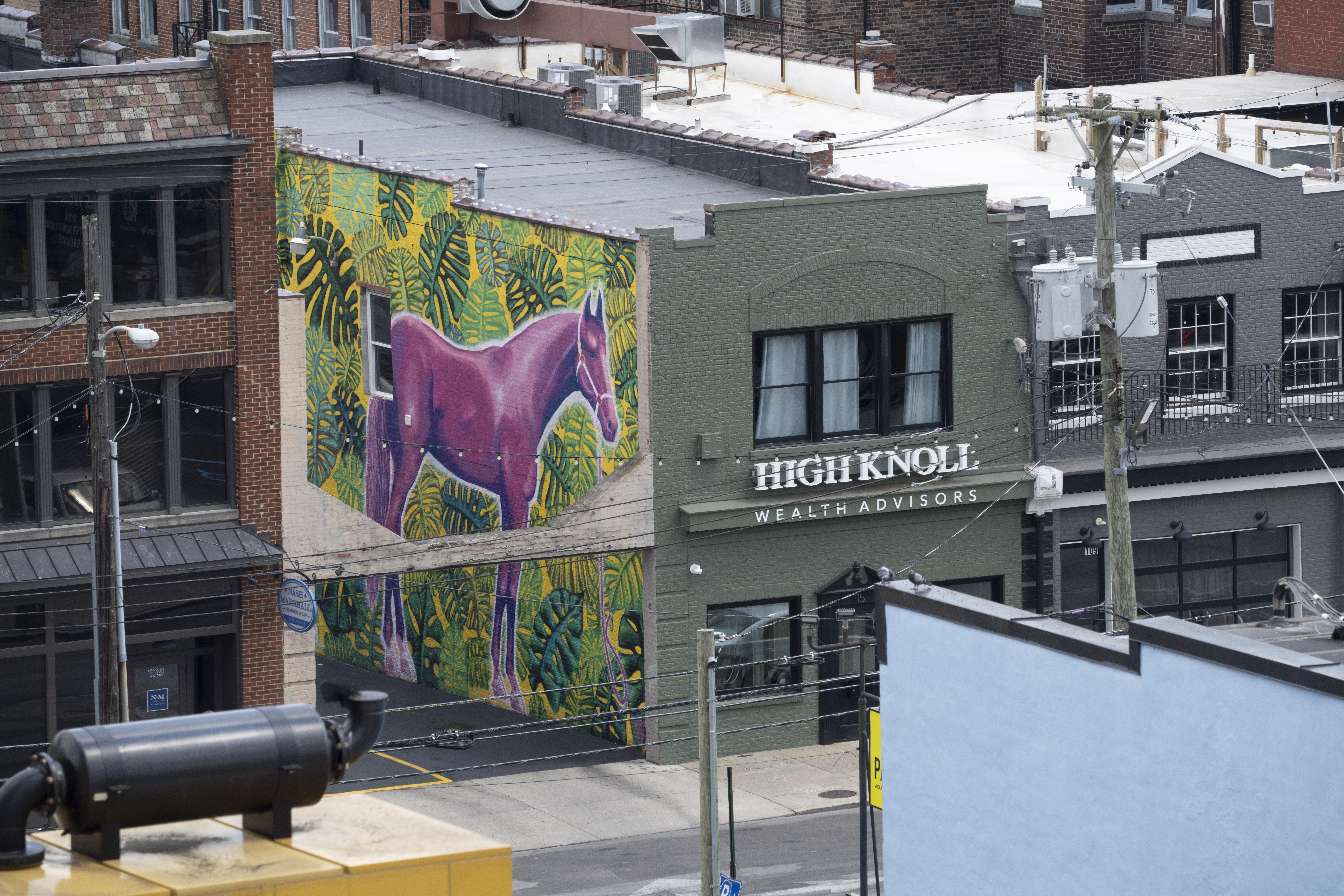
مكاتب إدارة الثروات في ليكسينغتون: خدمات استثمارية متخصصة للأفراد والشركات

إدارة الثروات، كفرع من الاستشارات الاستثمارية، تتضمن التخطيط المالي وإدارة المحافظ الاستثمارية وعدد من الخدمات المالية المجمعة، الأفراد الأثرياء، وأصحاب الأعمال الصغيرة والأسر الذين يرغبون في مساعدة والاستشارات المالية يدعون متخصصين معتمدين لإدارة الثروات لتنسيق الخدمات المصرفية للأفراد والتخطيط العقاري والموارد القانونية، وإدارة الضرائب المهنية والاستثمار.

## مقالات ذات صلة
- لمسة عالية